# Гречина, Григорий Власьевич
Григорий (Гжегож) Власьевич Гречина (пол. Grzegorz Hreczyna; 6 [17] января 1796, Волынь — 20 февраля [3 марта] 1840, Харьков) — российский математик и педагог, магистр философии (1817), доктор математических наук (1838), профессор Императорского университета Святого Владимира и Императорского Харьковского университета.

## Биография
Окончил Кременецкий лицей, до 1816 года обучался в Виленском университете, где в 1817 году получил степень магистра и кандидата наук.
С 1819 читал лекции по алгебре и геометрии в Волынском лицее. После закрытия лицея и создания Императорского университета св. Владимира в Киеве в 1834 был приглашён туда адъюнктом по кафедре чистой и прикладной математики, с 1837 г. — экстраординарный профессор по кафедре теоретической математики.
В 1838 защитил докторскую диссертацию на тему «Рассуждение о капиллярном действии». В 1839 был назначен в Императорский Харьковский университет на кафедру математики. Преподавал небесную механику.
Его лекции были известны живостью изложения. Для Волынского лицея составил «Począntki Algebry» («Начала алгебры», 1830), для студентов в университете Харькова перевёл «Механику» С. Д. Пуассона, в 1817 в Варшаве и Вильно издал перевод начертательной геометрии Потье «Wykład Geometryi rysunkowej…». Из его «Изъяснения теории феноменов капиллярных, по образцу де Лапласа» отрывки были напечатаны в 1819 г. в одном из варшавских периодических изданий.
В его учебнике алгебры ощутимо сильное влияние труда Я. Снядецкого «Теория алгебраического счёта в применении к геометрии кривых линий» (1783), так как Г. Гречина много лет преподавал в Волынском лицее алгебру на основе книги Я. Снядецкого.
Из его важнейших трудов:
- Początki algebry. Кременец, изд. N. Glücksberga, 1830
- O Algebrze zdanie. Краков, 1873
- Wykład geometryi rysunkowey (рус. перевод 1817).